# Vallersta
Vallersta är en by i Kumla kommun, cirka 15 kilometer söder om Örebro i Örebro län. Den fick sitt nuvarande namn under 1800-talet. Byn hette förut Baldestadh och senare Ballerstad.
I byn ligger Vallerstakällaren även kallad fogdekällaren. Den uppfördes troligen mellan åren 1577–1599 av Västra Närkes fogde Bengt Birgersson. Fogden förvarade livsmedel som drivits in som skatt i källaren.
Den är byggd av kalksten och gråsten med inslag av tegel och har en träöverbyggnad med tegeltak. Enligt en teori är källaren byggd av sten från det under 1500-talet rivna Hörsta kapell. Källaren är indelad i tre rum och alla rummen har runda takvalv.
Den har renoverats 1956–1957 av Kumla hembygdsförening och Vallersta byalag och med hjälp av AMS-pengar 1972.
Källaren kan vara Kumla kommuns äldsta byggnad.

## Galleri

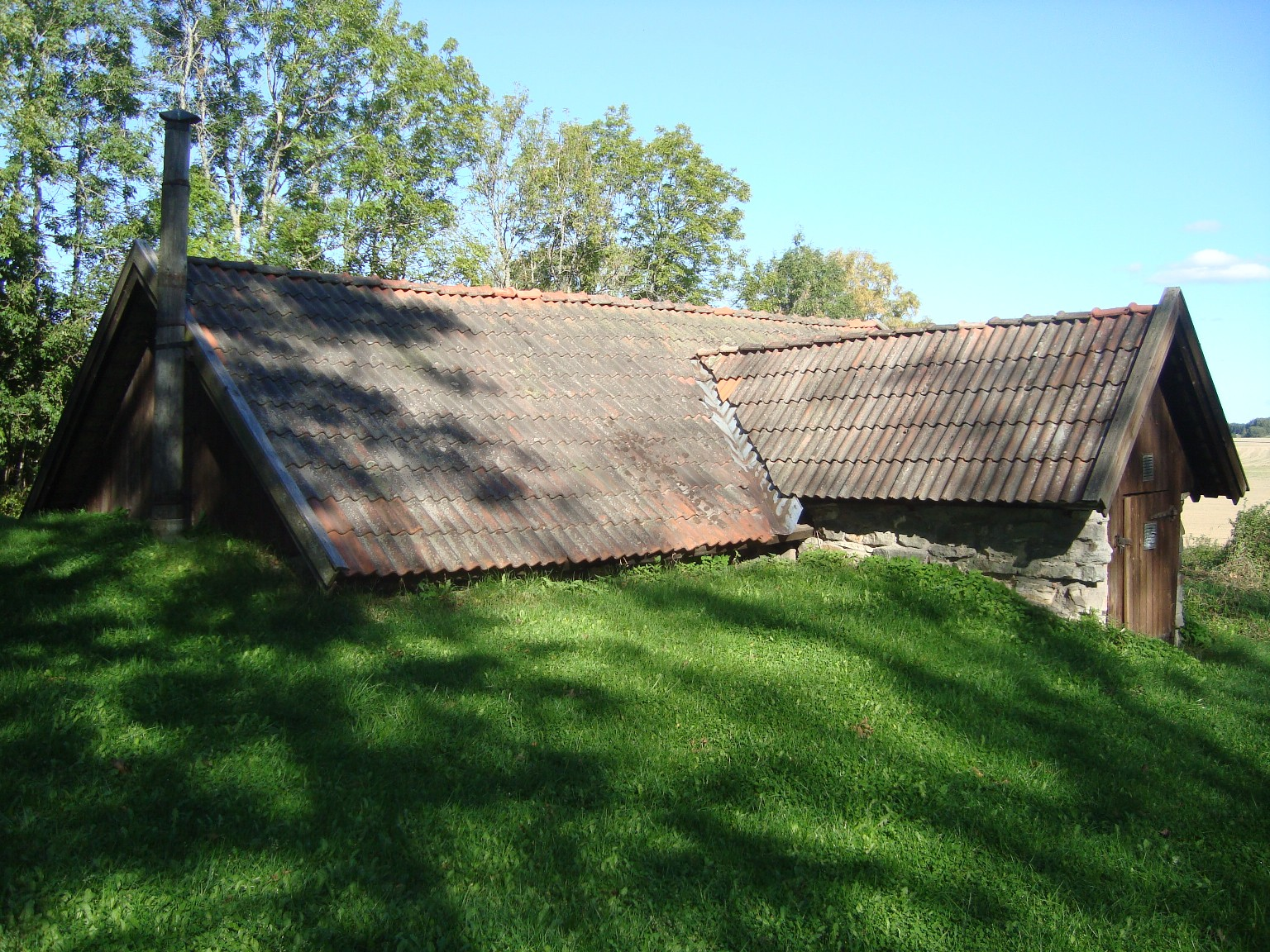
Exteriör Vallerstakällaren 2009
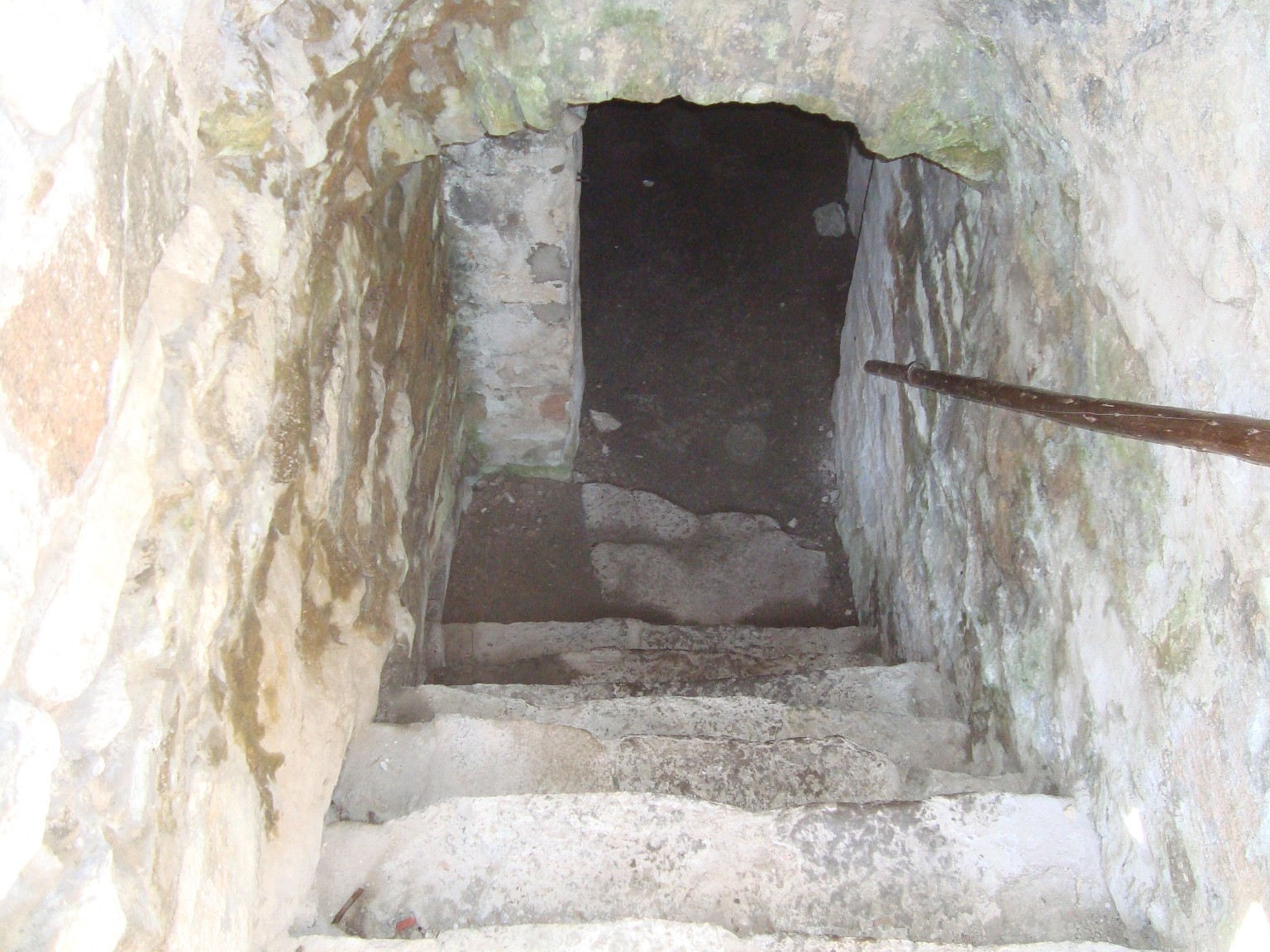
Trappa ned till Vallerstakällaren
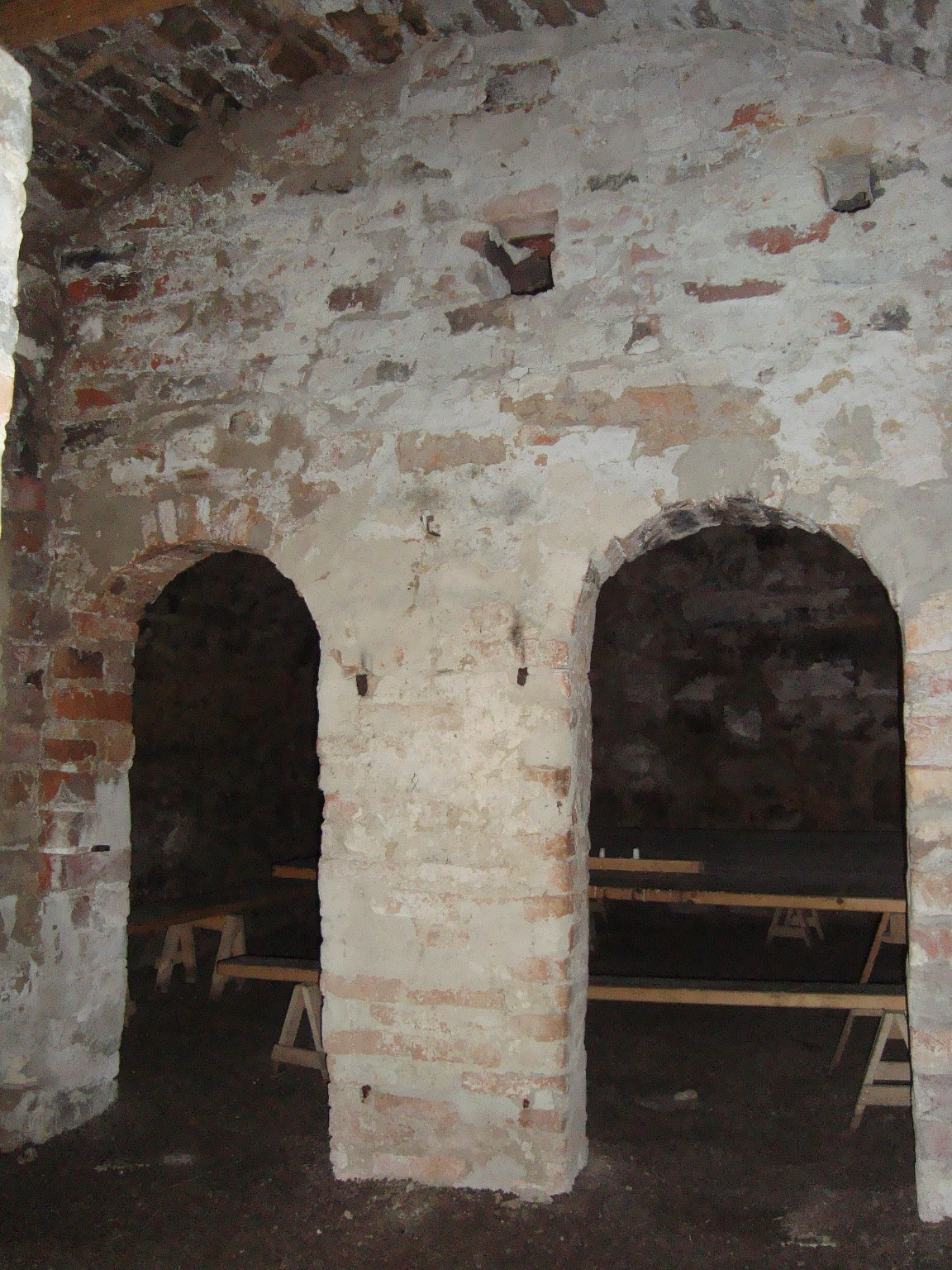
Interiör Vallerstakällaren 2009